# Suimanga de flancs blancs
El suimanga de flancs blancs (Aethopyga eximia) és un ocell de la família dels nectarínids (Nectariniidae).

## Hàbitat i distribució
Habita boscos i matolls de les muntanyes de Java.